# Matthew Stewart, 4:e earl av Lennox
Matthew Stewart, 4:e earl av Lennox, född den 21 september 1516 vid Dumbarton Castle, död den 4 september 1571 vid Stirling Castle, var far till Henry Stuart, lord Darnley. Han var Skottlands ställföreträdande regent eller riksföreståndare mellan 1570 och 1571. 

## Biografi
Lennox härstammade från John Stewart. Lennox farfar var Matthew Stewart, 2:e earl av Lennox som stupade vid Flodden 1513, och fadern John Stewart, 3:e earl av Lennox, som mördades 1526, var en av Jakob V:s förmyndare. Själv blev Lennox 1543 utsedd som det franska partiets regentkandidat efter Jakob V:s död 1542. Valet föll istället på earlen av Arran. Lennox lierade sig med Henrik VIII, gifte sig 1544 med Henriks systerdotter lady Margaret Douglas och utfäste sig att till Henriks förmån avstå sin tronföljdsrätt, om han fick stöd för sina ambitioner om att erövra Skottland. 
Lennox erhöll gods i England, deltog i gränsstriderna mot Skottland och dömdes 1545 som förrädare och fridlös i Skottland. Själv lär han ha varit en svag, högdragen och obetydlig medelmåtta, med en hustru som var desto mera energisk. Hon ska ha arbetat målmedvetet på förvärvandet av Skottlands och Englands kronor åt deras son, lord Darnley. Efter Elisabets tronbestigning invecklades Lennox alltmer i katolska intriger, fängslades 1562, men fick 1564 Elisabets tillåtelse att återvända till Skottland, där Maria Stuart återgav honom släktgods och earlvärdighet. 
Han blev efter sonens giftermål med Maria utsedd till styresman över västra Skottland 1565, deltog i komplotten mot Rizzio. Efter mordet på Lennox son Darnley 1567 arbetade fadern hårt för att få dennes mördare, Bothwell, åtalad och fälld. Efter Maria Stuarts nederlag vid Carberry Hill (juni) var Lennox en kort tid provisorisk regent i sin unge sonson Jakob VI:s namn, men fick snart ge plats för James Stuart, 1:e earl av Moray. Efter dennes död blev han i juli 1570 på Elisabets förord Skottlands regent, men var som sådan mycket impopulär och hamnade genast i konflikt med det mäktiga Hamiltonpartiet. I samband med konflikten och ett överfall mot Skottlands parlament blev Lennox dödad.